# Ousmane Niang
Pour les articles homonymes, voir Niang.
Ousmane Niang (né le 10 avril 1980) est un athlète sénégalais.

## Biographie
Aux Championnats d'Afrique 1998 à Dakar, Ousmane Niang obtient la médaille d'or du relais 4 × 400 mètres avec Ibou Faye, Hachim Ndiaye et Ibrahima Wade. Il termine septième de la finale du relais 4 × 400 mètres masculin aux championnats du monde d'athlétisme 1999 à Séville avec Assane Diallo, Ibou Faye et Ibrahima Wade ; il est la même année médaillé de bronze de la même épreuve à l'Universiade d'été de 1999 à Palma. 
Il participe aux séries du relais 4 × 400 mètres des Jeux olympiques d'été de 2000 à Sydney. Aux Championnats d'Afrique 2000 à Alger, il est médaillé de bronze du relais 4 × 400 mètres. Aux Championnats d'Afrique 2002 à Radès, il est médaillé de bronze du relais 4 × 400 mètres avec Seydina Doucouré, Jacques Sambou et Oumar Loum.